# XU
XU var den største og vigtigste allierede efterretningsorganisation i det okkuperede Norge under 2. verdenskrig. Det meste af XU's virksomhed blev hemmeligholdt til 1980'erne. Navnets oprindelse kendes ikke med sikkerhed, men det står sandsynligvis for «X for ukendt» eller «X Undercover». 
XU blev etableret i juli 1940 af Arvid Storsveen, og mange af organisationens medlemmer rekrutteredes fra Universitetet i Oslo. Gruppen knyttede kontakter over hele Norge med politifolk, jernbanefunktionærer etc. og indsamlede kort og fotografier over tyske fæstningsanlæg og styrker.
Efter en første periode hvor man samarbejdede med Milorg, ændrede XU arbejdsmåde på grund af sikkerhedsproblemer og arbejdede separat fra efteråret 1941. 
Efter at der var etableret et net af meddelere over hele det sydlige Norge kom Gestapo i foråret 1942 på sporet af organisationen. Flere fra ledelsen måtte flygte til Sverige, deriblandt Storsveen, som dog fortsatte med at lede organisationen derfra. Storsveen besøgte Oslo i april 1943 og blev dræbt i et Gestapo-baghold. Han afslørede imidlertid ikke, hvem han var, og XU fortsatte under ledelse af Øistein Strømnæs og Anne-Sofie Østvedt. 
Strømnæs ledede XU fra Oslo til de tyske styrker kapitulerede i maj 1945. Foruden at forsyne de allierede med meget detaljerede informationer om de tyske styrker i Norge, havde XU også agenter i Tyskland. Flere af disse var kurerer for Paul Rosbaud, som var en særdeles vigtig agent for det britiske efterretningsorgan MI6.
Ved krigens slutning havde XU omkring 1.500 agenter over hele Norge og havde udviklet et sofistikeret kurersystem til Storbritannien via Sverige. Der kunne sendes omkring 500 A4-sider hver dag. Denne mængde efterretninger betød, at de allierede styrker havde godt overblik over de tyske styrker i Norge og kunne udnytte dette i forbindelse med bombetogter. Desuden ville informationerne naturligvis have været af uvurderlig betydning ved en eventuel allieret invasion i Norge.
XU opretholdt en streng disciplin omkring sin celleopbygning, og kurersystemet baseredes på anonym viderebringelse af information. 
Efter krigens slutning viste beslaglagde dokumenter fra Gestapo i Norge, at man der havde meget få oplysninger om XU's omfang, formål, medlemmer og operationer.
Eksistensen af XU afsløredes ikke for offentligheden før omkring 1980, da den norske regering besluttede at tildele nogle XU-medlemmer en medalje. Regeringen kritiseredes for at have ventet så længe, især fordi mange dobbeltagenter, der havde aflagt ed på hemmeligholdelse, blev dømt som kollaboratører under retsopgøret efter krigen. Deres navne blev renset efter 1980, og på nuværende tidspunkt er næsten alle dokumenter om XU gjort offentlige.